# Морисигэ, Ватару
Ватару Морисигэ (яп. 森重航; род. 17 июля 2000, Бецукай) ― японский конькобежец, бронзовый призёр зимних Олимпийских игр 2022 года, бронзовый призёр чемпионата мира, чемпион и бронзовый призёр чемпионата Японии.

## Биография
Ватару Морисигэ родился в посёлке Бецукай, в восточной части Хоккайдо. Он был самый младший из 8 братьев и сестёр в семье фермеров. Его отец Макото разводил молочных коров, а Ватару вместе с братьями помогали с уборкой навоза и кормлением..Он обучался в муниципальной средней школе "Бэцукай Камифурэн". Встал на коньки ещё в детском саду, а всерьез начал кататься на коньках со 2-го класса начальной школы. В возрасте 9-лет присоединился к конькобежному клубу "Bekkai Skate Shiratori" от города Ниихама.
С 2012 года Ватару начал участвовать в юношеских соревнованиях Хоккайдо, а в 16 лет выиграл национальные соревнования среди младших школьников средней школы на дистанциях 500 и 1000 метров. В 2017 году он стал участвовать в Национальном чемпионате Японии. Через год стал победителем Национального отборочного турнира средней школы на дистанции 500, 1000 метров. В 2019 году Ватару занял 3-е место на юниорском Всеяпонском чемпионате на дистанциях 500 и 1000 метров.
В сезоне 2019/20 дебютировал на Кубке мира среди юниоров с двух побед в командном спринте и победы в забеге на 500 метров. В январе 2020 года выиграл 500 метров на Всеяпонском чемпионате среди юниоров. В октябре 2021 года Морисигэ выиграл Всеяпонский чемпионат на дистанции 500 метров,. а также выиграл впервые эту дистанцию на этапе Кубка мира в Солт-Лейк-Сити. В конце декабря прошёл олимпийский отбор на игры 2022 года на дистанциях 500 и 1000 м, заняв соответственно 1-е и 3-е места.
На зимних Олимпийских играх в Пекине в феврале 2022 года в беге на 500 метров выиграл бронзовую медаль со временем 34,50 секунды. На дистанции 1000 метров стал только 16-м. В марте на дебютном чемпионате мира в спринтерском многоборье занял 9-е место. В сезоне 2022/23 Ватару стал третьим на Всеяпонском чемпионате в забеге на 500 метров.
На Кубке мира на дистанции 500 метров стал 2-м в Херенвене и занял 1-е в Томашув-Мазовецком. В марте 2023 года на чемпионате мира на отдельных дистанциях в Херенвене завоевал бронзовую медаль в забеге на 500 метров.

## Личная жизнь
Ватару Морисигэ после учёбы в муниципальной средней школе "Бэцукай Камифурэн" поступил на отделение физкультуры средней школы "Ямагата Тюо" в префектуре Ямагата. В 2019 году поступил в Университет Сэнсю в Токио и обучается в области бизнес-администрирования. Его мама скончалась в июле 2019 года от рака. У Ватару 5 старших братьев и 2 старшие сестры, поэтому у него 14 племянников и племянниц. Его хобби - Манга, игры с мячом.